# Аттіково
Атті́ково (рос. Аттиково, чув. Пăрмас) — село у складі Козловського району Чувашії, Росія. Адміністративний центр Аттіковського сільського поселення.
Населення — 190 осіб (2010; 172 у 2002).
Національний склад:
- чуваші — 98 %